# ウォルター・ハース
サー・ウォルター・ノーマン・ヘイワース（英語: Sir Walter Norman Haworth, 1883年3月19日-1950年3月19日）は、イギリスの化学者である。

## 生涯
1937年に炭水化物とビタミンCの構造研究によりノーベル化学賞を受賞している。また、同年にはスイスの化学者であるポール・カーラーが他のビタミンの研究により、同時に受賞している。
ハースは、ランカシャーのChorleyで生まれた。彼は父の経営するリノリウム工場で働いた後、大学に行き、化学の勉強をすることを決意した。このことに両親は強く反対した。
1912年にセント・アンドルーズ大学の講師となった。1914年から1918年まで同大学の応用化学研究室の責任者となった。1920年からダラム大学の有機化学科の教授を務めた。1925年にはバーミンガム大学の化学科の Mason Professor に任命された。1928年王立協会フェロー選出。
1934年にイギリスの化学者であるエドムンド・ハーストと共同研究をし、ビタミンCの合成に成功した。(すでに1933年にタデウシュ・ライヒスタインがビタミンCの合成に成功している。)
三次元で化学構造をあらわす単純な方法であるハース投影式は彼にちなんで命名された。
王立協会から1942年にロイヤル・メダル、1944年にベーカリアン・メダルを受賞し、ナイト爵に叙された2年後の1950年の67歳の誕生日に死亡した。